# Sculthorpe
Sculthorpe is een civil parish in het bestuurlijke gebied North Norfolk, in het Engelse graafschap Norfolk met 751 inwoners.